# Регги-фьюжн
Регги-фьюжн (англ. Reggae fusion) ― поджанр регги.

## Происхождение
Музыканты смешивали регги с другими жанрами еще с начала 1970-х годов, но для такой практики не было придумано определенного термина. Жанр таких исполнителей, как UB40, был описан как регги-фанк, регги-поп, регги-диско. Термин «Регги-фьюжн» появился только в конце 1990-х годов.
Поджанр преимущественно развился из танцевальной музыки конца 1980-х и начала 1990-х годов. Пионерами регги-фьюжна считаются такие исполнители, как Mad Cobra, Shabba Ranges, Super Cat, Buju Banton и Tony Rebel. Для некоторых из них регги-фьюжн стал основным направлением на протяжении всей карьеры. 
К концу 1990-х годов дэнсхолл потерял популярность на американском рынке, поскольку он стал слишком жестким в лирическом плане и начал использовать еще более тяжелый ямайский диалект и менее стандартный английский, что затрудняло понимание. Исполнители дэнсхолла, пытавшиеся прорваться на американский рынок, решили смешать дэнсхолл с другими стилями, преимущественно с поп-музыкой и хип-хопом, а также разнообразили содержание текстов. Такая тактика помогла Шэгги и Beenie Man добиться коммерческого успеха на американском рынке с выпуском альбомов в 2000 году. 
Альбом Шэгги Hot Shot особенно помог продвинуть этот поджанр на международном уровне синглами ― «It Wasn't Me» и «Angel». Альбом группы No Doubt Rock Steady, с такими хитами, как «Underneath it All» и «Hey Baby» поднял популярность поджанра на новые высоты.

## Евро-регги
В начале 1990-х годов регги-фьюжн породил новый стиль ― евро-регги в Европе, благодаря хитам «All That She Wants», «The Sign» и «Don't Turn Around» группы Ace of Base и исполнителям Mr. President, E-Rotic, Rollergirl и Доктор Албан.

## Настоящее время
Благодаря таким исполнителям, как Шон Пол, Дэмиан Марли, Шон Кингстон, Ники Минаж и Рианна, появившимся в середине 2000-х годов, популярность этого поджанра продолжала расти. 
Позже, в 2014 году, канадская регги-фьюжн группа Magic! выпустила сингл «Rude», который стал хитом номер 1. Это было началом крупного возрождения жанра, поскольку позже, в 2015 году, за ним последовал еще один хит «Cheerleader». Песни «Sorry», Work, «One Dance» и «Shape of You» стали международными хитами в период с конца 2015 по начало 2017 года, причем все они возглавляли чарт Billboard Hot 100. 
В 2016 году стало ясно, что аудитория снова стала слушать регги-фьюжн. Такие исполнители, как Меган Трейнор, Алисия Кис, Nico & Vinz, Кельвин Харрис, Ариана Гранде, Twenty One Pilots, Clean Bandit и Бритни Спирс также экспериментировали с этим поджанром, выпустив синглы «Better», «In Common», «Imagine», «My Way», «Side to Side», Rockabye и Slumber Party. 
Жанр стал настолько популярным, что Apple Music запустила свой собственный плейлист, вдохновленный дэнсхоллом.